# ویورلی (میشیگان)
ویورلی (به انگلیسی: Waverly) یک منطقهٔ مسکونی در ایالات متحده آمریکا است که در شهرستان ایتون، میشیگان واقع شده‌است. ویورلی ۲۳٫۶ کیلومتر مربع مساحت و ۲۳٬۹۲۵ نفر جمعیت دارد و ۲۶۲ متر بالاتر از سطح دریا واقع شده‌است.